# Sally Pilbeam
Sally Pilbeam née en 14 avril 1978 est une triathlète handisport australienne, triple championne d'Océanie de paratriathlon en catégorie PT3 (2014, 2015, 2016) et double championne du monde de paratriathlon PT3 (2014, 2015).

## Palmarès triathlon
Le tableau présente les résultats les plus significatifs (podium) obtenus sur le circuit international de paratriathlon et de duathlon depuis 2014
| Année | Paratriathlon                               | Pays       | Position          | Temps           |
| ----- | ------------------------------------------- | ---------- | ----------------- | --------------- |
| 2017  | Championnats du monde de paratriathlon PTS4 | Pays-Bas   | Médaille d'argent | 1 h 18 min 50 s |
| 2017  | ITU Series TPS4 - Étape de Gold Coast       | États-Unis | Médaille d'or     | 1 h 18 min 58 s |
| 2016  | Championnats du monde de paratriathlon PT3  | Pays-Bas   | Médaille d'argent | 1 h 22 min 3 s  |
| 2016  | Championnats d'Océanie de paratriathlon PT3 | Australie  | Médaille d'or     | 1 h 21 min 30 s |
| 2015  | Championnat du monde de duathlon PT3        | Australie  | Médaille d'or     | 1 h 13 min 20 s |
| 2015  | Championnats du monde de paratriathlon PT3  | États-Unis | Médaille d'or     | 1 h 26 min 6 s  |
| 2015  | Championnats d'Océanie de paratriathlon PT3 | Australie  | Médaille d'or     | 1 h 21 min 14 s |
| 2014  | ITU Series PT3 - Étape d'Elwood             | Australie  | Médaille d'or     | 1 h 27 min 6 s  |
| 2014  | ITU Series PT3 - Étape de Yokohama          | Japon      | Médaille d'or     | 1 h 27 min 17 s |
| 2014  | Championnats du monde de paratriathlon PT3  | Canada     | Médaille d'or     | 1 h 26 min 6 s  |
| 2014  | Championnats d'Océanie de paratriathlon PT3 | Australie  | Médaille d'or     | 1 h 27 min 6 s  |